# 大舍瑙 (奥地利)
格罗舍瑙是德国萨克森州的一个市镇。总面积23.86平方公里，总人口5929人，其中男性2916人，女性3013人（2011年12月31日），人口密度248人/平方公里。